# Clancy (Album)
Clancy ist das siebte Studioalbum des US-amerikanischen Musikduos Twenty One Pilots, das am 24. Mai 2024 durch Fueled by Ramen veröffentlicht wurde. Es ist das erste Studioalbum der Band seit drei Jahren.

## Hintergrund und Promotion
Im Februar 2021, während der Promotion des sechsten Studioalbums von Twenty One Pilots, Scaled and Icy (2021), enthüllte Leadsänger Tyler Joseph, dass der Abschlusstrack des Albums, „Redecorate“, als ein „bewusster Hinweis auf das, was er als Nächstes ausprobieren möchte“, dient und den ominösen Ton des Songs mit dem „nagelneuen, funkelnden, glücklichen, farbenfrohen“ Klang des Albums kontrastiert. In einem Interview im September 2022 bestätigte Joseph, dass das nächste Album der Band die Handlung des Charakters Clancy und der fiktiven Stadt Dema abschließen würde, die im fünften Album *Trench* (2018) eingeführt wurden.
Am 15. Februar 2024 wurden die Cover von Scaled and Icy sowie Vessel (2013), Blurryface (2015) und Trench auf Streaming-Plattformen teilweise mit rotem Klebeband verdeckt aktualisiert. Kurz darauf begannen Leute, auf ihren sozialen Medien zu posten, dass sie kryptische Briefe von der Band erhalten hätten. Zur gleichen Zeit begannen in zahlreichen Ländern Plakate und Werbetafeln mit einem neuen Bandlogo zu erscheinen.
Am 22. Februar 2024 veröffentlichte die Band ein kommentiertes Video auf ihren Social-Media-Plattformen. In dem Video fasst der Erzähler, der sich als Clancy zu erkennen gibt, die Geschichte der letzten drei Alben und seine zahlreichen Versuche, aus Dema zu entkommen, zusammen; er beendet das Video mit der Aussage, dass er „nach Trench zurückkehren“ würde. Das Album *Clancy* wurde offiziell am 29. Februar 2024 angekündigt, mit einer geplanten Veröffentlichung am 17. Mai. Die erste Single, „Overcompensate“, wurde am selben Tag veröffentlicht.
Am 18. März kündigte Joseph an, dass jeder Song des Albums ein begleitendes Musikvideo haben würde, und alle sollten zusammen mit dem Album veröffentlicht werden. Die Veröffentlichung wurde daraufhin um eine Woche aufgrund des Zeitrahmens für die Produktion der Videos verschoben. Trotz dieser Verzögerung kündigte die Band Hörpartys an, die zwischen dem 18. und 23. Mai in ausgewählten Geschäften in verschiedenen Ländern stattfinden würden, bevor das Album veröffentlicht wird.

“It's because I love these songs, and I believe in them enough to pretend to sing in front of a camera to each one. And that's what we're gonna do, because that's how I want to present this album.”

„Es ist, weil ich diese Songs liebe und so sehr an sie glaube, dass ich vorgebe, vor einer Kamera zu jedem einzelnen zu singen. Und das werden wir tun, weil ich das Album so präsentieren möchte.“

Die zweite Single, „Next Semester“, wurde am 27. März veröffentlicht. Die dritte Single, „Backslide“, wurde am 25. April veröffentlicht. Am 9. Mai debütierte die Band „The Craving“ live während ihres kleinen Konzerts im Electric Ballroom in London. Der Song wurde am 22. Mai als vierte Promo-Single veröffentlicht; diese Version trägt den Untertitel „(Single Version)“ im Gegensatz zur Albumversion „(Jenna's Version)“ und weist unterschiedliche Instrumentation und Produktion auf.
Am 24. Mai, dem Tag der Albumveröffentlichung, präsentierte die Band die Musikvideos für 12 Songs des Albums (mit Ausnahme der bereits veröffentlichten Singles) auf YouTube in einem Livestream, in dem die Band Einblicke in die Entstehung jedes Songs und des jeweiligen Videos gab. Jedes Video wurde nach der Premiere unabhängig vom Livestream auf dem YouTube-Kanal der Band hochgeladen. Das Musikvideo zu „Paladin Strait“, dem Abschlusstrack des Albums, wurde auf Anfang Juni verschoben.

## Titelliste
| #   | Titel                         | Länge | Anmerkungen |
| --- | ----------------------------- | ----- | ----------- |
| 1.  | Overcompensate                | 3:56  | 1. Single   |
| 2.  | Next Semester                 | 3:54  | 2. Single   |
| 3.  | Backslide                     | 3:00  | 3. Single   |
| 4.  | Midwest Indigo                | 3:16  |             |
| 5.  | Routines in the Night         | 3:22  |             |
| 6.  | Vignette                      | 3:22  |             |
| 7.  | The Craving (Jenna's version) | 2:54  |             |
| 8.  | Lavish                        | 2:38  |             |
| 9.  | Navigating                    | 3:43  |             |
| 10. | Snap Back                     | 3:30  |             |
| 11. | Oldies Station                | 3:48  |             |
| 12. | At the Risk of Feeling Dumb   | 3:23  |             |
| 13. | Paladin Strait                | 6:28  |             |

## Kommerzieller Erfolg

### Chartplatzierungen
| ChartsChartplatzierungen       | Höchstplatzierung | Wochen |
| ------------------------------ | ----------------- | ------ |
| Deutschland (GfK)              | 1 (4 Wo.)         | 4      |
| Österreich (Ö3)                | 2 (10 Wo.)        | 10     |
| Schweiz (IFPI)                 | 5 (4 Wo.)         | 4      |
| Vereinigte Staaten (Billboard) | 3 (7 Wo.)         | 7      |
| Vereinigtes Königreich (OCC)   | 2 (5 Wo.)         | 5      |

### Auszeichnungen für Musikverkäufe
| Land/Region                  | Auszeichnungen für Musikverkäufe (Land/Region, Auszeichnung, Verkäufe) | Verkäufe |
| ---------------------------- | ---------------------------------------------------------------------- | -------- |
| Vereinigtes Königreich (BPI) | Silber                                                                 | 60.000   |
| Insgesamt                    | 1× Silber ·                                                            | 60.000   |